# Kjellerup Kommune
| Strukturdaten       | Strukturdaten     |
| ------------------- | ----------------- |
| Sitz der Verwaltung | Kjellerup         |
| Fläche              | 255,48 km²        |
| Einwohner           | 14.025 (2006)     |
| Kommune seit 2007   | Silkeborg Kommune |
| Website             | www.kjellerup.dk  |

Kjellerup Kommune war bis Dezember 2006 eine dänische Kommune im damaligen Viborg Amt im Osten Jütlands. Seit Januar 2007 ist sie zusammen mit der “alten” Silkeborg Kommune, der Gjern Kommune und der Them Kommune Teil der neuen Silkeborg Kommune.
Kjellerup Kommune entstand im Zuge der dänischen Verwaltungsreform von 1970 und umfasste folgende Sogn:
- Grønbæk Sogn
- Hinge Sogn
- Hørup Sogn
- Levring Sogn
- Sjørslev Sogn
- Thorning Sogn
- Vinderslev Sogn
- Vium Sogn